# Церковь Святого Олафа (Таллин)
Це́рковь Свято́го О́лафа, также це́рковь О́левисте (эст. Oleviste kirik), немецкое и старое русское название — О́лай (Oolai kirik, нем. Olaikirche) — баптистская церковь в Таллине (улица Лай, дом 50), историческая постройка XIII века, являющаяся архитектурной доминантой Старого города и популярной смотровой площадкой. Здание церкви внесено в Государственный регистр памятников культуры Эстонии как памятник архитектуры и исторический памятник.

## История

Интерьер храма

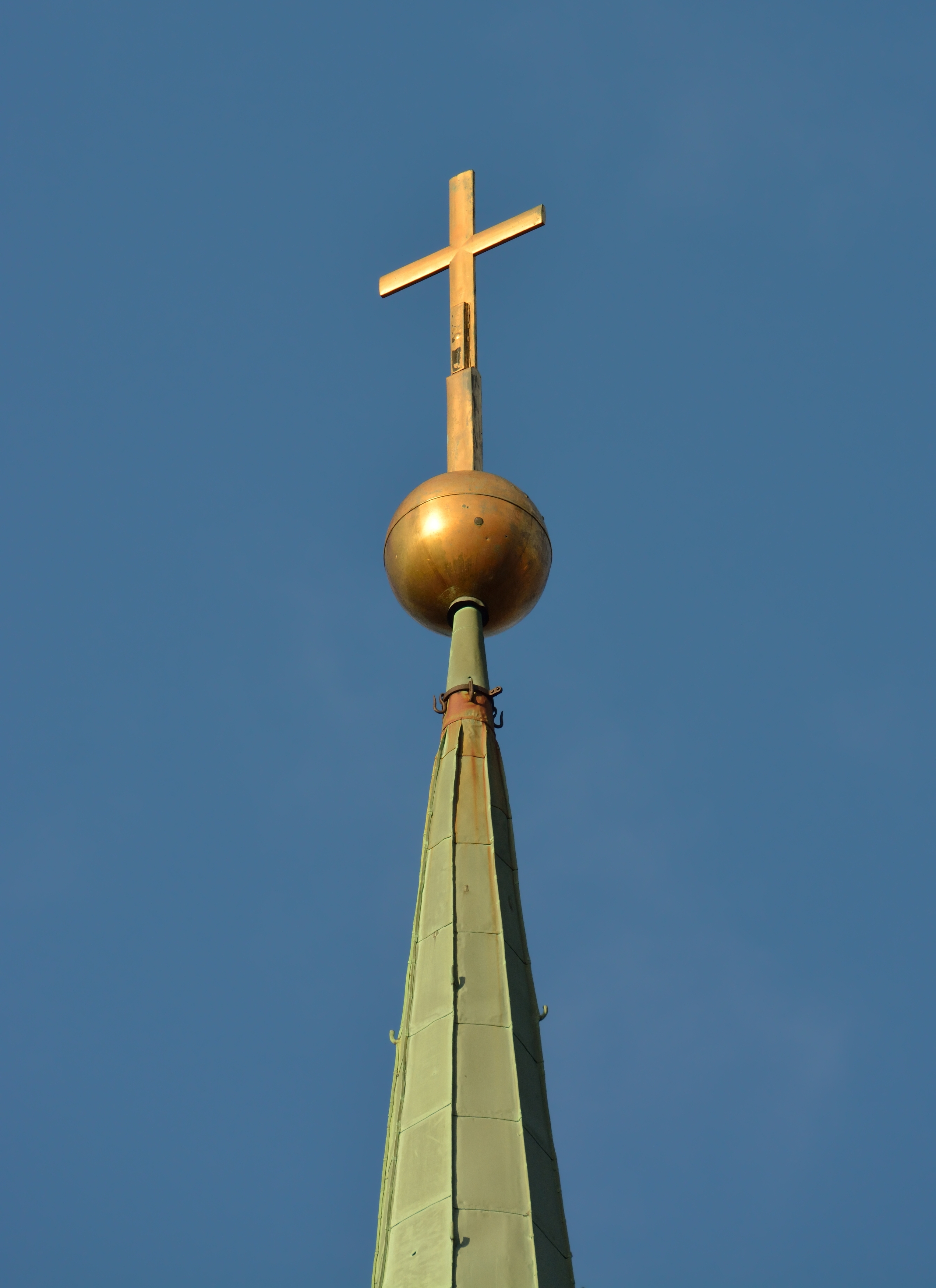
Крест на шпиле главной башни

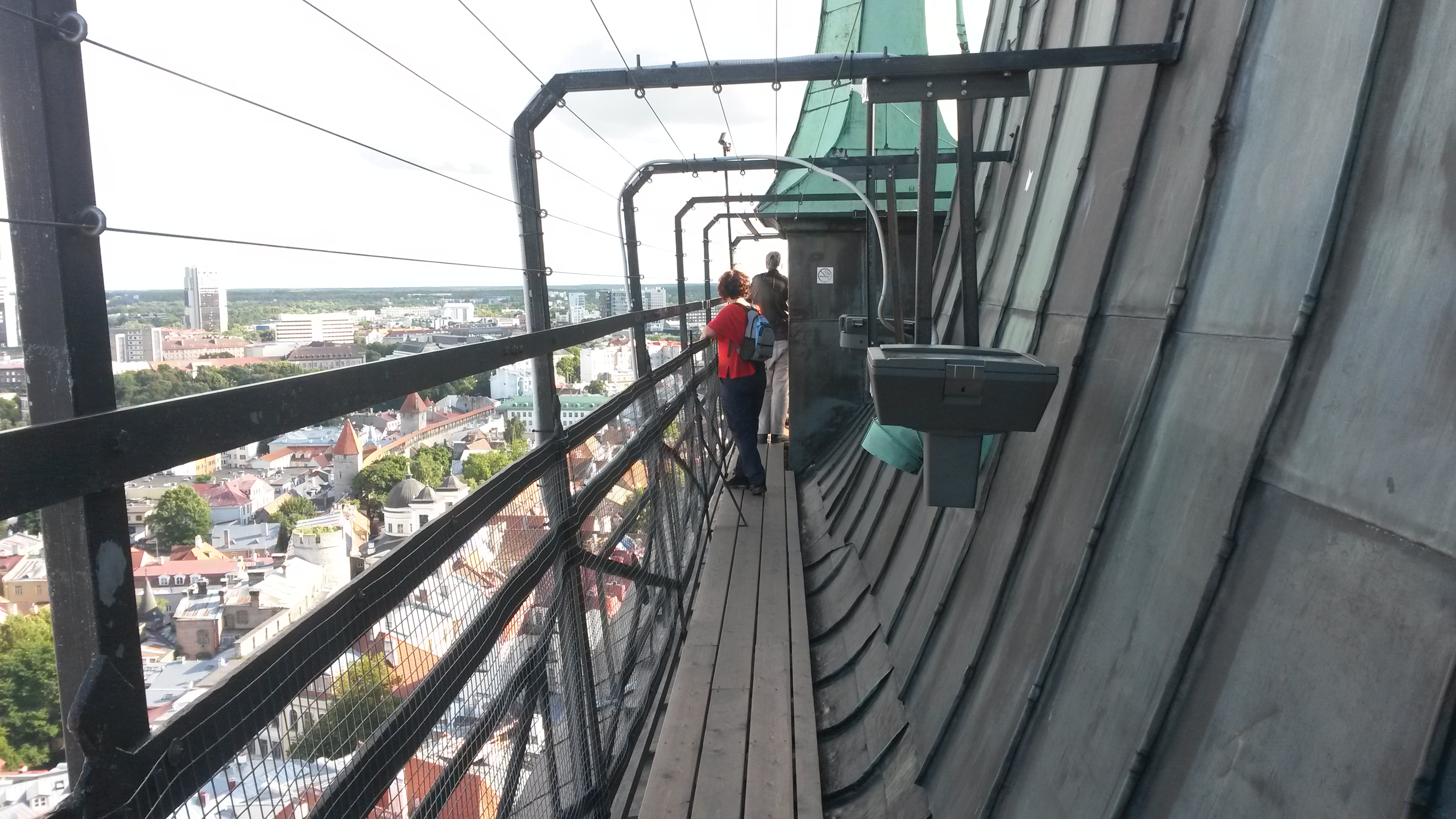
Смотровая площадка

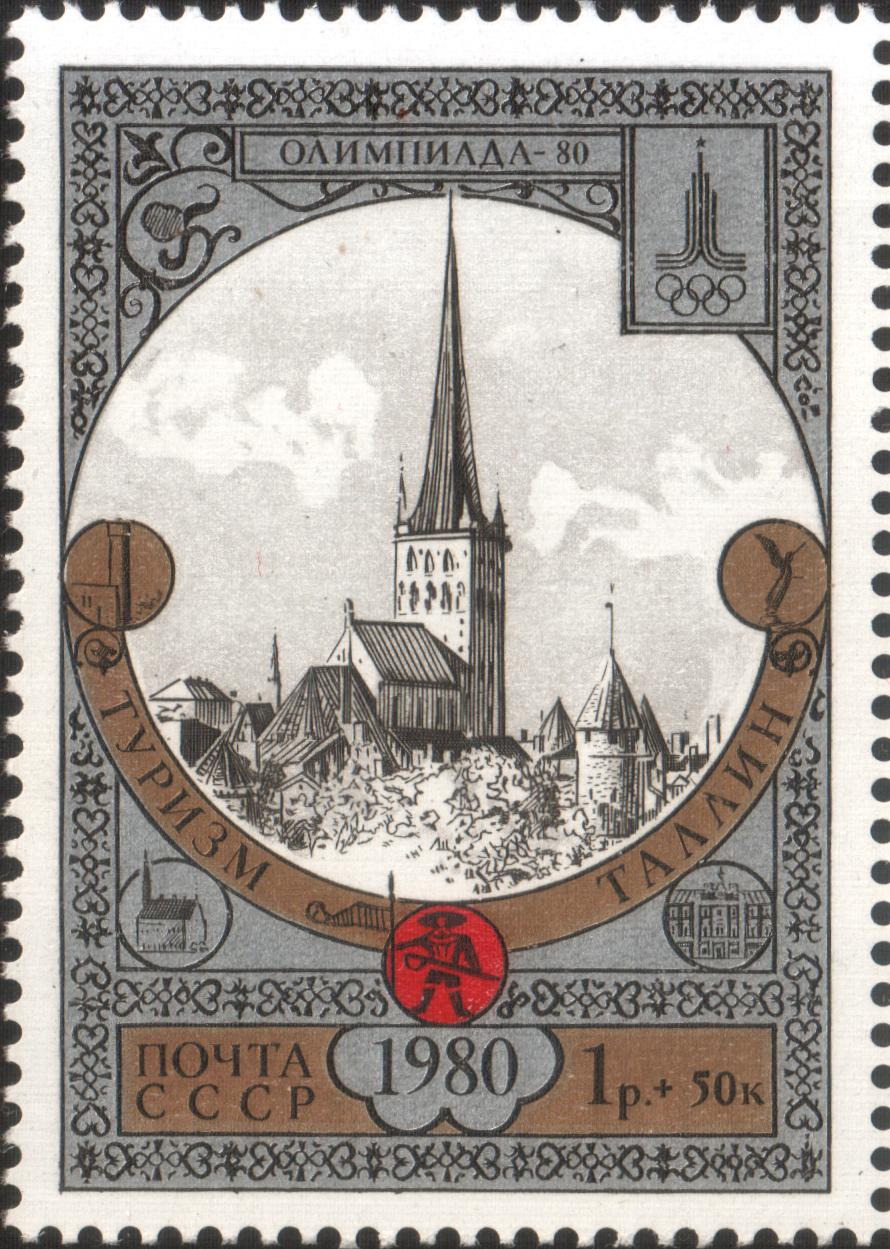
Почтово-благотворительный выпуск «Туризм под знаком Олимпиады в СССР»: Таллин, старый город, 1980 год

Церковь Олевисте, построенная на месте, где в XII веке находился торговый двор скандинавских купцов, названа по имени норвежского короля Олафа Харальдссона (995—1030), впоследствии причисленного к лику святых. Первые сведения о церкви Олевисте, как о действующем храме, находящемся под опекой женского цистерцианского монастыря архангела Михаила, относятся к 1267 году. Содержалась скандинавскими купцами и служила их приходской церковью. В 1420-х годах церковь расширили и сильно перестроили, были сооружены новые хоры, продольную часть превратили в базилику с четырёхгранными столбами. Своды главного нефа стали звёздчатыми, а боковых — крестовыми.
В Средние века вместе со шпилем башня церкви, возможно, была немного выше нынешней (около 125 м), но она всё же не была тогда самым высоким зданием в Европе.
На рубеже XV—XVI веков высота главной башни со шпилем достигала, по некоторым данным, 159 метров, что предположительно делало церковь самым высоким сооружением в мире. Лишь в конце XIX века в мире появилось гарантированно более высокое сооружение (Монумент Вашингтону — 169-метровый обелиск). Однако в 1625 году случился пожар, шпиль церкви Святого Олафа обрушился, и статус самого высокого здания перешёл к церкви Святой Марии в Штральзунде, а затем (после того как в 1647 году шпиль Мариенкирхе сгорел после удара молнии) — к Страсбургскому собору. Взметнувшийся к небу шпиль Олевисте был виден за многие километры и служил хорошим ориентиром для кораблей. Однако столь гигантская высота несла в себе и значительную угрозу, 8 раз церковь поражали удары молнии, и трижды во время грозы она подвергалась разрушительному пожару. Церковь в нынешнем виде имеет высоту 123,7 метра.
Существует городская легенда, согласно которой новые небоскрёбы Таллина не должны быть выше нынешней высоты церкви Олевисте — 123,7 метра над землёй. На самом деле такого постановления у Таллинского департамента городского планирования нет.

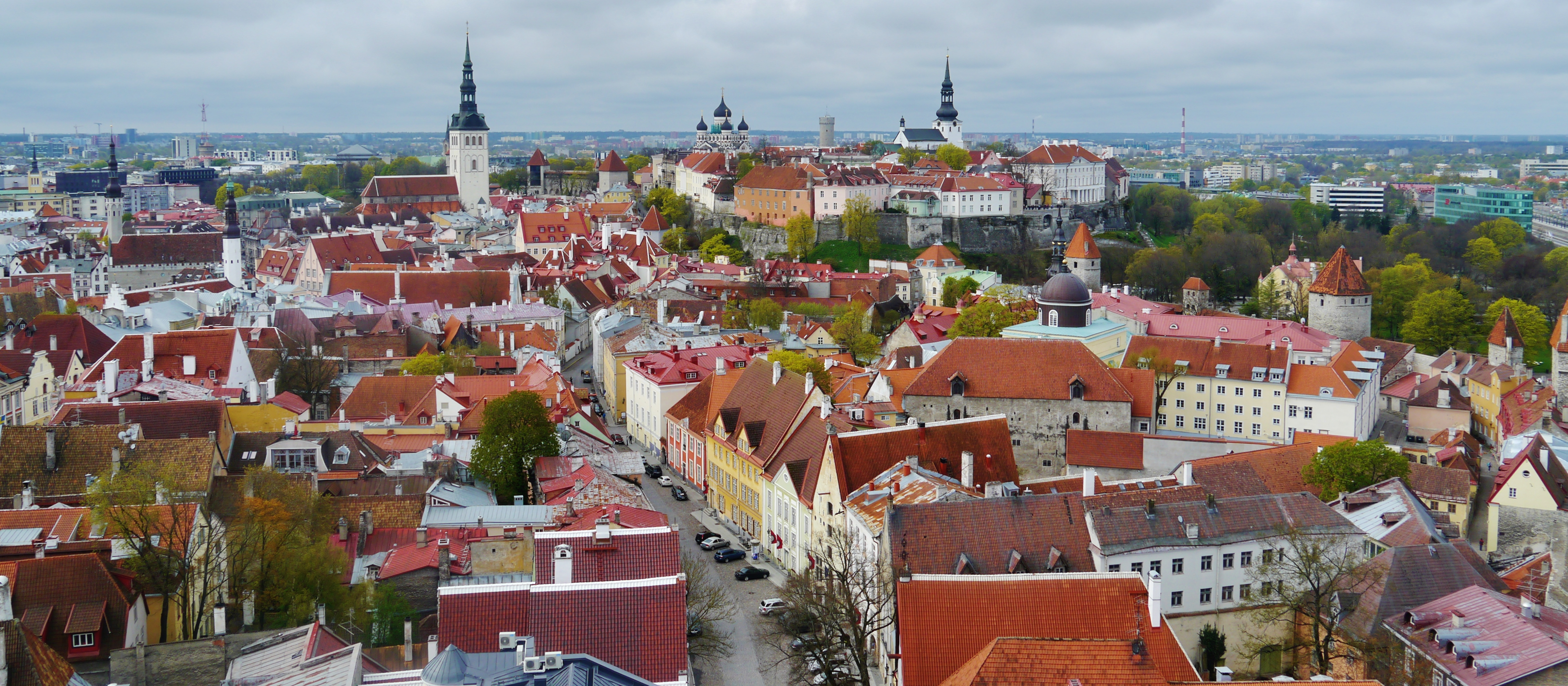
Вид на Таллин с церкви Святого Олафа

Ещё об одном интересном факте, связанном с историей Олевисте, упоминает известный летописец Балтазар Руссов, пастор церкви Святого духа. В 1547 году в город приехали канатоходцы. Они натянули между башней церкви и крепостной стеной длинный канат и стали проделывать на нём опасные трюки.
В 1513—1523 годах к церкви была пристроена капелла Девы Марии в стиле поздней готики. Под её внешней стеной находится символическая могила (кенотаф) инициатора постройки Ханса Павелса с восемью рельефами, изображающими Страсти Христовы.
Реформация в Таллине началась 14 сентября 1524 года в церкви Олевисте, которая в результате стала лютеранской. В XVIII столетии она стала центром пиетистского пробуждения в Эстонии, здесь в 1736 году проповедовал граф Н. Л. фон Цинцендорф. В XIX столетии в церкви Олевисте трудились многие евангельские проповедники, влияние которых распространялось далеко за пределы церкви.
Своей изящной архитектурой храм восхищал многих путешественников, бывавших в Таллине. В частности, знаменитый русский поэт князь П. А. Вяземский, отдыхавший в городе в 1825, 1826, 1843 и 1844 годах, посвятил храму отдельное стихотворение.
До 1944 года церковь Олевисте принадлежала немецкой лютеранской общине.
В 1950 году здание было отдано ВСЕХБ. В новую церковь Олевисте вошли верующие четырёх течений: баптисты, евангельские христиане, пятидесятники и свободные христиане. Торжественное открытие церкви состоялось 17 сентября 1950 года. Богослужением руководил старший пресвитер Эстонии И. Липсток; присутствовали гости: генеральный секретарь ВСЕХБ А. В. Карев из Москвы, старший пресвитер Прибалтики Н. А. Левинданто из Риги и другие.
Пресвитерами объединённой церкви Олевисте были избраны Освальд Тярк и Оскар Ольвик, которые имели высшее духовное образование.
Делу единения верующих различных вероисповеданий в единую христианскую семью способствовал и капитальный ремонт церкви, поскольку здание церкви после войны продолжительное время не использовалось по назначению и пришло в негодность. В 1981 году в церкви был построен большой баптистерий.
Церковь Олевисте со временем стала матерью-церковью всего эстонского братства. Начали проводиться библейские и молитвенные часы для пресвитеров, а также воскресные богослужения, которые напоминают собрания на духовных конференциях, проводившихся в прошлом.
В 1978—1980 годах церковь стала центром харизматического «пробуждения», собиравшего, до вмешательства властей, тысячи людей со всего СССР.
Хорошая акустика церкви Олевисте предоставляет прекрасные возможности для хоровой и музыкальной деятельности. Учитывая традиции, кроме объединённого хора, организованного в первые годы совместного служения, в который вошли певцы из всех хоров, образовались ещё два смешанных хора, а также мужской и женский хоры, струнный и духовой оркестры. В церкви поёт молодёжный хор и несут служение музыкальные группы и ансамбли (Санктус, Еффафа, Глория) и различные камерные составы.
В развитии музыкально-певческого служения особую роль играет орган. Он не только служит для сопровождения общего пения, но и позволяет исполнять крупные вокально-симфонические произведения.
Много лет работал в церкви старший пресвитер А. Сильдос, его заместителем был И. Лакс, советниками — Оскар Тярк и Оскар Ольвик. Пресвитерское служение в церкви несли магистр Оскар Тярк — с 1950 по 1971 годы, Оскар Ольвик — с 1950 по 1977 годы, Ю. Мерилоо — с 1971 года, Х. Хунт — с 1977 года. По состоянию на 1989 год церковь насчитывала более 1320 прихожан; проповедовали около сорока братьев.
С приходом нового поколения служителей церковь Олевисте продолжает выполнять свою функцию в многонациональном баптистском союзе Эстонии.
При инспектировании 14 сентября 2022 года состояние здания церкви было признано плохим.